# Verjovyna
Verjovyna (ucraniano: Верхови́на) es un sélyshche de Ucrania, capital del raión homónimo en la óblast de Ivano-Frankivsk.
En 2022, la localidad tenía una población de 5773 habitantes. Es sede de un municipio que incluye diecinueve pueblos como pedanías, con una población municipal total de casi veinte mil habitantes. El municipio se formó en 2020 mediante la fusión del ayuntamiento urbano de Verjovyna (que únicamente incluía como pedanía a Vipche) con los vecinos consejos rurales de Búkovets, Verjni Yaseniv, Hólovy, Zamahora, Iltsi, Krásnyk, Krasnoyilia, Kryvopilia, Kryvorivnia y Perejresne. Además de los once pueblos mencionados, pertenecen al municipio otros ocho: Chéretiv, Rivnia, Chorna Richka, Velyki Jodak, Výjoda, Volova, Stáyishche y Berezhnytsia.
Originalmente era un pueblo llamado "Zhabye" (Жаб'є). Se conoce su existencia desde 1424, cuando se menciona en un documento de Švitrigaila. En la partición de 1772 pasó a formar parte del Imperio Habsburgo, dentro del cual Iván Frankó lo mencionó como la capital cultural de los hutsules. Por su cercanía a la frontera del Imperio austrohúngaro con el Imperio ruso, en la Primera Guerra Mundial fue zona de combates. Los hutsules locales, que habían combatido del lado austrohúngaro, organizaron en 1920 un levantamiento fallido para evitar pasar a formar parte de la Segunda República Polaca, en la que el pueblo acabó integrándose hasta 1939, cuando pasó a formar parte de la RSS de Ucrania. En 1962 adoptó el estatus de asentamiento de tipo urbano con su actual topónimo, y desde 1966 pasó a ser capital de su propio raión.
Se ubica sobre la carretera P24, a medio camino entre el parque natural nacional de los Cárpatos y el parque natural nacional de Hutsulshchyna.